# Agrostis pittieri
Agrostis pittieri é uma espécie de gramínea do gênero Agrostis, pertencente à família Poaceae.